# Ramiro Méndez Brañas
Luis Ramiro Méndez Brañas (Talcahuano, 6 de febrero de 1902 - 1993) fue un abogado y juez chileno. Se desempeñó como Ministro de la Corte Suprema de Chile entre 1969 y 1972 llegando a ser presidente de la misma.

## Biografía
Méndez Brañas fue educado en el Colegio de los Padres Franceses de Concepción, asistiendo luego al Curso de Leyes de la localidad organizado por la Universidad de Chile, lo que le permitió titularse como abogado en 1926 (su tesis se tituló De los efectos de la ley en cuanto al territorio).
Ingresó a la carrera judicial en 1927 como Secretario del Juzgado de Letras de Temuco, ocupando sucesivamente los cargos de Secretario de la Corte de Apelaciones de Temuco, Relator de las Cortes de Apelaciones de Valparaíso y de Santiago de Chile, Relator de la Corte Suprema, Ministro de la Corte de Apelaciones de Santiago de Chile y Ministro de la Corte Suprema de Chile, donde se desempeñó entre 1969 y 1972.